# Гарциния Прейна
Гарци́ния Пре́йна (лат. Garcínia prainiána) — вид деревьев из рода Гарциния семейства Клузиевые, культивируемый ради съедобных плодов. Происходит из Юго-Восточной Азии.
Внешне плод похож на мандарин и имеет похожую тонкую оранжевую кожуру, а по вкусу и внутренней структуре напоминает мангостин.
Гарциния Прейна является близким родственником мангостина и гарцинии мадруно.
Этот вид назван в честь шотландского ботаника, исследователя растений субтропиков Дэвида Прейна (лат. David Prain, 1857—1944). Известен также под традиционным туземным названием черапу (cherapu).